# Modraszek aleksis
Modraszek aleksis (Glaucopsyche alexis) – gatunek owada z rzędu motyli, z rodziny modraszkowatych (Lycaenidae).

## Wygląd
Rozpiętość skrzydeł od 30 do 33 mm, dymorfizm płciowy wyraźny.

## Siedlisko
Łąki, suche murawy, skraje lasów, nasypy kolejowe, przydroża, polany.

## Biologia i rozwój
Wykształca jedno pokolenie w roku (maj-lipiec). Rośliny żywicielskie: janowiec barwierski, nostrzyk biały, nostrzyk żółty, lucerna siewna, cieciorka pstra, sparceta siewna, wyka ptasia, traganek szerokolistny i inne gatunki z rodziny bobowatych. Jaja barwy białej składane są pojedynczo, lub w skupieniach na wierzchołkach i kwiatostanach roślin żywicielskich. Myrmekofilia fakultatywna. Larwy rozwijają się 3-4 tygodnie; poczwarki zimują u nasady rośliny żywicielskiej lub w jej pobliżu.

## Rozmieszczenie geograficzne
Gatunek palearktyczny; w Polsce ma rozproszone stanowiska, przeważnie we wschodniej części kraju. Izolowane populacje występują w Sudetach i Wielkopolsce. Gatunek zagrożony i zanikający.